# Royal Egyptian Air Force
La Royal Egyptian Air Force, o REAF, era l'aeronautica militare del Regno d'Egitto nel periodo tra il 1930 ed il 1950 e parte integrante delle forze armate egiziane.
Confluita dall'Egyptian Army Air Force (EAAF) fondata il 2 novembre 1930 da Fuad I, Re d'Egitto, come componente aerea dell'esercito, ne eredita le tradizioni militari fino alla Rivoluzione Egiziana del 1952.

## Velivoli utilizzati
(lista parziale)
| Aeromobile                  | Origine     | Tipo                                     | Versione (denominazione locale) | In servizio | Note |
| Avro 652A Anson             | Regno Unito | aereo da pattugliamento marittimo        |                                 |             |      |
| Avro 683 Lancaster          | Regno Unito | bombardiere                              |                                 |             |      |
| Curtiss P-40 Warhawk        | Stati Uniti | aereo da caccia                          |                                 |             |      |
| de Havilland DH.60 Moth     | Regno Unito | aereo da addestramento                   |                                 |             |      |
| de Havilland DH.100 Vampire | Regno Unito | caccia a reazione                        |                                 |             |      |
| de Havilland DH.104 Dove    | Regno Unito | aereo da trasporto                       |                                 |             |      |
| Fairey Gordon               | Regno Unito | bombardiere leggero                      |                                 |             |      |
| Fiat G.55                   | Italia      | aereo da caccia                          |                                 |             |      |
| Fiat G.212                  | Italia      | aereo da trasporto                       |                                 |             |      |
| Gloster Gladiator           | Regno Unito | aereo da caccia                          |                                 | (almeno) 46 |      |
| Gloster Meteor              | Regno Unito | caccia a reazione                        |                                 |             |      |
| Grumman G-73 Mallard        | Stati Uniti | aereo da trasporto presidenziale e VIP   |                                 | 2           |      |
| Handley Page Halifax        | Regno Unito | bombardiere                              |                                 |             |      |
| Hawker Sea Fury             | Regno Unito | aereo da caccia                          |                                 |             |      |
| Hawker Hurricane            | Regno Unito | aereo da caccia                          |                                 |             |      |
| Macchi M.C.205              | Italia      | aereo da caccia                          |                                 |             |      |
| Miles Magister              | Regno Unito | aereo da addestramento                   |                                 |             |      |
| Miles Master                | Regno Unito | aereo da addestramento                   |                                 |             |      |
| Supermarine Spitfire        | Regno Unito | aereo da caccia                          |                                 |             |      |
| Westland Lysander           | Regno Unito | aereo da collegamento aereo da trasporto |                                 |             |      |
| Westland Dragonfly          | Regno Unito | elicottero                               | WS-51                           | 2           |      |

## Bandiere

Bandiera dell'Aviazione militare
Bandiera e distintivo dell'aereo del re
Bandiera militare del re
Gagliardetto militare dell'erede al trono
Bandiera del comandante in capo dell'Aeronautica militare
Gagliardetto di comandante di stormo dell'Aeronautica militare
Guidone di alto ufficiale dell'Aeronautica militare